# Melocactus matanzanus
Der Melocactus matanzanus ist eine Pflanzenart in der Gattung Melocactus aus der Familie der Kakteengewächse (Cactaceae). Das Artepitheton matanzanus verweist auf das Vorkommen der Art beim kubanischen Ort Matanzas.

## Beschreibung
Melocactus matanzanus wächst kugelförmig und erreicht Wuchshöhen von 7 bis 9 Zentimetern bei Durchmessern zwischen 8 und 9 Zentimetern. Auf dem hellgrünen Pflanzkörper befinden sich 8 bis 9 (oder mehr) Rippen. Aus den Areolen entspringen bräunlich weiße oder graue Dornen. Der Mitteldorn wird bis zu 2 Zentimeter lang, die 7 bis 8 spreizenden Randdornen sind zwischen 1,2 und 2 Zentimeter lang. Das dicht mit rötlich braunen Borsten bedeckte Cephalium erreicht eine Höhe von bis zu 9 Zentimetern und Durchmesser von 5 bis 6 Zentimetern.
Die sich etwa zur Mittagszeit öffnenden rosafarbenen Blüten werden bis 2 Zentimeter lang. Die 1 bis 2 Zentimeter langen Früchte sind rosa bis fliederrosafarben.

## Verbreitung, Systematik und Gefährdung
Melocactus matanzanus ist im Norden Kubas verbreitet.
Die Erstbeschreibung wurde 1834 von Hermano León veröffentlicht. Ein nomenklatorisches Synonym ist Cactus matanzanus (León) Borg (1951).
In der Roten Liste gefährdeter Arten der IUCN wird die Art als „Endangered (EN)“, d. h. als stark gefährdet geführt.

## Nachweise